# Water Polo Club Dínamo Moscou
Water Polo Club Dínamo Moscou é um clube de polo aquático da cidade de Moscou, Rússia.

## História
O clube foi fundado em 1923. 

## Títulos
- Liga Russa de Polo aquático
  - 1993-94, 1994–95, 1995–96, 1997–98, 1999-00, 2000–01, 2001–02